# لیشتنورت
لیشتنورت (به آلمانی: Lichtenwörth) یک منطقهٔ مسکونی در اتریش است که در ناحیه وینر نوی‌اشتات-لاند واقع شده‌است. لیشتنورت ۲۲٫۸۷ کیلومتر مربع مساحت دارد ۲۵۴ متر بالاتر از سطح دریا واقع شده‌است.